# Dicranophragma (Brachylimnophila) brunneum
Dicranophragma (Brachylimnophila) brunneum is een tweevleugelige uit de familie steltmuggen (Limoniidae). De soort komt voor in het Palearctisch gebied.